# هوي جورمان
هوي جورمان (بالإنجليزية: Howie Gorman)‏ هو لاعب كرة قاعدة أمريكي، ولد في 14 مايو 1913 في بيتسبرغ في الولايات المتحدة، وتوفي في 29 أبريل 1984 في هاريسبرج في الولايات المتحدة.

## وصلات خارجية
- هوي جورمان على موقعبيزبول رفرنس.كوم (الدوري الرئيسي) (الإنجليزية)